# 阿瑪格斯戰役
阿瑪格斯戰役（Battle of Amorgos），發生在公元前322年七月，是馬其頓軍隊與雅典人所領導的希臘城邦聯軍在拉米亞戰爭中的最後一場海戰，此戰終結了雅典海軍。
當希臘城邦得知亞歷山大大帝在公元前323年6月逝世後，爆發了對馬其頓霸權的挑戰。此時，克拉特魯斯命令克利圖斯作為艦隊指揮官，在阿卑多斯戰役擊敗雅典艦隊，使安提帕特獲得一些增援，但雅典艦隊並未被毀滅，反而更進一步強化艦隊力量，使雅典海軍達到200艘戰艦之多，使克拉特魯斯的大軍無法進一步對安提帕特提供援助，公元前322年七月兩軍艦隊於薩摩斯島以西60英哩處的阿瑪格斯海域交戰，克利圖斯所率領的馬其頓艦隊再一次打敗雅典將領伊厄泰翁（Euetion）的雅典艦隊，此戰使雅典海軍遭到毀滅打擊，從此雅典海軍就此一蹶不振。對於失去制海權的希臘城邦來說，此戰也注定拉米亞戰爭的失敗，現在克拉特魯斯的大軍可以安全橫過海峽，與安提帕特會軍。

## 參看條目
- 拉米亞戰爭